# Göksu Üçtaş
Göksu Üçtaş ou Göksu Üçtaş Şanlı (Şahinbey, Gaziantep, 30 de agosto de 1990) foi a primeira ginasta turca a participar nos Jogos Olímpicos. Representou a Turquia nos Jogos Olímpicos de Londres 2012. Göksu Üçtaş ganhou três medalhas, sendo um ouro e outras duas de prata na Copa do Mundo 2010 de Ostrava e também a medalha de prata em salto a cavalo nos Jogos do Mediterrâneo de 2009 em Pescara. Ela sofreu uma lesão pouco antes dos Jogos Olímpicos de 2012, mas mesmo assim competiu. Após deixar a ginástica por quatro anos, ganhou a medalha de ouro na World Challenge Cup 2016, em Mersin, na Turquia.
Göksu Üçtaş é casada com Özgür Şanlı, ex ginasta, e mãe de uma filha, Lina.  A vida de Üçtaş se tornou um filme, dirigido por Efe Öztezdoğan.